# 斎藤精一郎
斎藤 精一郎（さいとう せいいちろう、昭和15年（1940年）3月28日 - ）は日本の経済学者、エコノミスト。専攻は社会経済学、金融論。NTTデータ経営研究所所長、千葉商科大学名誉教授。

## 来歴
東京府（現・東京都）出身。日比谷高校、1963年に東京大学経済学部卒業後、日本銀行に入行。日銀在職時にフランス銀行へ留学。1972年に立教大学社会学部産業関係学科講師に転進。1973年に同学部助教授、1980年に同学部教授に昇進。1990年代からマスメディアへ登場するようになり、ワールドビジネスサテライト（テレビ東京系）でコメンテーターを務める。2005年に立教大学を定年退職し、千葉商科大学大学院会計ファイナンス研究科教授に就任。2009年3月に千葉商科大学を定年退職し同年7月に千葉商科大学名誉教授の称号を授与される。

## 評価
著書『2003年日本経済非常事態宣言』に対して、経済学者の若田部昌澄は「同意すべき点もあるし、鋭い認識も見られる」としながらも「全体としてこの本の抱える矛盾は深刻であり、その支離滅裂さに評者は冗談ではないかと思いながら読了した」と評した。

## 交遊
東京大学の同窓で経済企画庁長官を務めた田中秀征とは二十代の頃毎日のように一緒に過ごし、「精一郎」「秀征」と呼び合う親友で、村山内閣が発足した時に田中秀征が座長に就任した「21の会」の常任として村山富市に学者や村山首相専門家に引き合わせた。また、1996年2月には、細川護熙、小泉純一郎、田中秀征が立ち上げた「行政改革研究会」のメンバーとして議論した。

## 主な著作
- 斎藤精一郎『2003年日本経済非常事態宣言』日本経済新聞社、2002年。ISBN 978-4532350352。
- 『ゼミナール現代金融入門』（日本経済新聞社）
- 『経済学は現代を救えるか』（文藝春秋）
- 『マネー・ウォーズ』（PHP研究所）
- 『アングラ・マネー』（講談社）
- 『サプライサイド・エコノミックス』（日本経済新聞社）
- 『情報エコノミーの衝撃』（日本経済新聞社）
- 『新しい世界新しい経済』（日本経済新聞社）

## 出演したテレビ番組
- ワールドビジネスサテライト（テレビ東京） - コメンテーター・1988年～2012年06月22日（小池百合子・野中ともよ・田口恵美子・小谷真生子の取材時キャスター代役）
- ウェークアップ!（読売テレビ）- コメンテーター
- 未来ビジョン 元気出せ!ニッポン!　第10回『無税国家ニッポン』（BS11デジタル）-ゲスト・2010年6月5日